# Imperiul Toucouleur
Imperiul Toucouleur a fost fondat în secolul 19 de Al-Hajji Umar Tall (1796-1864), etnic toucouleur, într-o regiune din actualul Mali.
Umar Tall se întoarce dintr-un pelerinaj la Mecca, în anul 1836, cu titlurile de Al Hajji și Calif al confreriei Tijaniyyah pentru Sudan. După ce a stat în Fouta-Djallon (actuala Guineea), își începe jihadul (războiul sfânt) în 1850 din țara sa natală, Fouta-Toro (în prezent Senegal). 
Nereușind să învingă armata colonială franceză, după eșecul asediului fortului Médine în iulie 1857, își mută imperiului la est, prin atacarea regatelor bambara. Cucerind Ségou în 10 martie 1861, el a făcut din el capitala imperiului său, lăsând conducerea, un an mai târziu, fiului său, Ahmadou Tall pentru a cuceri Hamdallaye, capitala Imperiului peul (fula) Macina. El se refugiază în Deguembéré, aproape de Bandiagara. În 1864, el dispare în mod misterios în munții Bandiagara.
Nepotul său, Tidjani Tall, îi succede și își mută capitala Imperiului Toucouleur în Bandiagara.
În Ségou, continuă să conducă Amadou Tall, dar intră în conflict cu frații lui. În 1890, francezii vin în Ségou, în alianță cu triburile bambara. Ahmadou este forțat să fugă la Sokoto, în nordul Nigeriei.